# Constitución del Año X

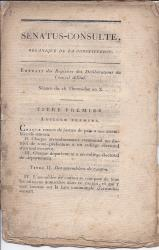
Primera página del Senado consulto orgánico del 16 de termidor del año X (4 de agosto de 1802), conocido como la Constitución del año X

El senado consulto orgánico del 16 de termidor del año X (4 de agosto de 1802), conocido como la Constitución del año X, fue una ley fundamental francesa en la que las modificaciones introducidas en la Constitución del Año VIII incrementaban el poder de Napoleón Bonaparte al concederle el consulado vitalicio y la facultad de proponer al Senado el nombre de su sucesor. La Constitución, adoptada a iniciativa de Napoleón, fue aprobada por el pueblo francés mediante plebiscito en 1802.

## Historia
El senadoconsulto orgánico del 16 de termidor del año X (4 de agosto de 1802) modificó la Constitución del Año VIII para dar nacimiento a una nueva, la Constitución del año X, cuya principal novedad estribaba en que se concedía a Napoleón Bonaparte el consulado vitalicio y además este podía proponer al Senado el nombre de su sucesor (un paso decisivo hacia la monarquía poniendo fin de facto a la República Francesa). Previamente se había sometido el cambio a la aprobación de los franceses en referéndum, a los que se preguntó: «¿Debería ser Napoleón Bonaparte cónsul vitalicio?». Se votó durante tres meses y el resultado fue de tres millones y medio de sí contra 8374 no. En consecuencia, el Senado, traduciendo «la expresión de la voluntad popular», proclamó a Napoleón Bonaparte cónsul vitalicio el 14 de termidor del año X (2 de agosto de 1802). Dos días después la misma cámara aprobaba sin discusión, a propuesta de Napoleón, el senadoconsulto orgánico conocido como la Constitución del año X.

## Cambios respecto a la Constitución del Año VIII

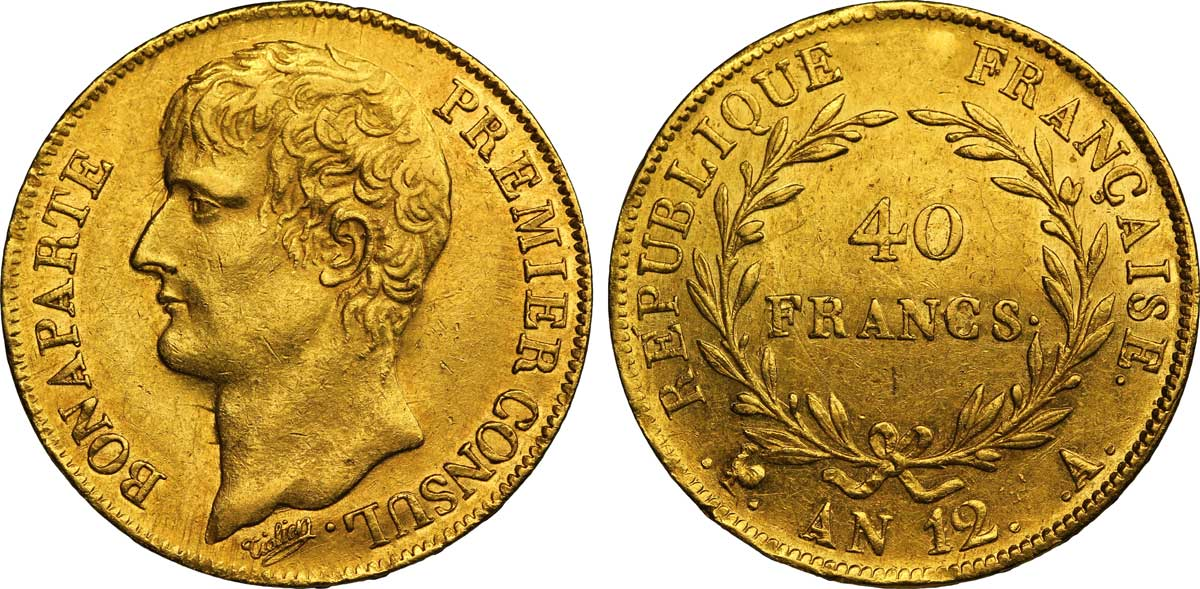
Moneda de 40 francos del año XII (1803-1804) con la efigie de Napoleón Bonaparte, primer cónsul, en el anverso, y con la leyenda "República Francesa" en el reverso.

Junto con la concesión del consulado vitalicio a Napoleón, sin duda el cambio más trascendental, la llamada Constitución del año X introdujo otros. El Cuerpo legislativo perdió el derecho a celebrar sesiones regulares, el Tribunado vio reducidos sus miembros a la mitad, pasando de 100 a 50, y el Consejo de Estado perdió gran parte de sus prerrogativas a favor de un consejo privado. Y se ampliaron los poderes del primer cónsul: concluir los tratados de paz y de alianza, el derecho de gracia, designar a los otros dos cónsules y a los candidatos al Senado, y, sobre todo, poder determinar por senadoconsulto orgánico, «todo lo que no ha sido previsto por la Constitución, y que es necesario para su funcionamiento». Este poder es el que permitirá a Napoleón pasar sin dificultar de la República al Imperio con la promulgación de la Constitución del Año XII. Un indicio significativo fue que se declarara fiesta nacional el 15 de agosto, el día del cumpleaños de Napoleón Bonaparte, y que acuñaran monedas con su efigie, aunque conservando la de la República.